# Li Xuejiu
Li Xuejiu (en chino: 李雪久; 7 de noviembre de 1980) es una deportista china que compitió en halterofilia. Ganó una medalla de plata en el Campeonato Mundial de Halterofilia de 2002, en la categoría de 53 kg.

## Palmarés internacional
| Campeonato Mundial | Campeonato Mundial | Campeonato Mundial | Campeonato Mundial |
| Año                | Lugar              | Medalla            | Categoría          |
| ------------------ | ------------------ | ------------------ | ------------------ |
| 2002               | Varsovia (Polonia) | Medalla de plata   | 53 kg              |